# بخش سالاداس
بخش سالاداس (به اسپانیایی: Departamento Saladas) یک منطقهٔ مسکونی در آرژانتین است که در استان کورینتس واقع شده‌است. بخش سالاداس ۱٬۹۸۱ کیلومتر مربع مساحت و ۲۱٬۴۷۰ نفر جمعیت دارد.